# Гізельгер
Гізельгер (д/н — після 411) — король бургундів.

## Життєпис
Син короля Гібіки. У 407 році разом з братами Гундомаром та Гундагаром вступив в союз зі свевами, вандалами і аланами завдяки чому зуміли прорвати ослаблену оборону західної Римської імперії на Рейні. після смерті брата Гундомара I 411 року посів трон бургундів в Вормсі. Втім достеменно невідомо до якого року панував. разом з Гундагаром оголосив римсько-галльського аристократа Йовіана новим імператором. На це той видав наказ про надання бургундам земель навколо міста Цівіта Вангіонум, який було перейменовано на Вормс. З цього часу прирейнське королівство бургундів знане як Вормське королівство. Ймовірно, помер згодом, принаймні перед Гундагаром, оскільки того названо наступним королем. Також це відповідає правилу передачі влади від брата до брата.
В «Пісні про Нібелунгів» Гізельгера названо молодшим з трьох братів. Його матір'ю нібито була Уте, а сестрою — Крімхільд. Він загинув під час візиту бургундців при дворі короля Етцеля (Аттіли) від Вольфхарта, небожа Гільдебранда, якому він сам раніше завдав смертельного удару мечем. Можливо в цьому відображено знищення Вормського королівства гунами 436 року. З огляду на це деякі дослідники вважають, що Гізельгер правив спільно з Гундагаром до цього року. Можливо також відображено якийсь військовий конфлікт, напевніше з алеманами.